# Phalaenopsis buyssoniana
Phalaenopsis buyssoniana är en orkidéart som beskrevs av Heinrich Gustav Reichenbach. Phalaenopsis buyssoniana ingår i släktet Phalaenopsis och familjen orkidéer. Inga underarter finns listade i Catalogue of Life.

## Bildgalleri

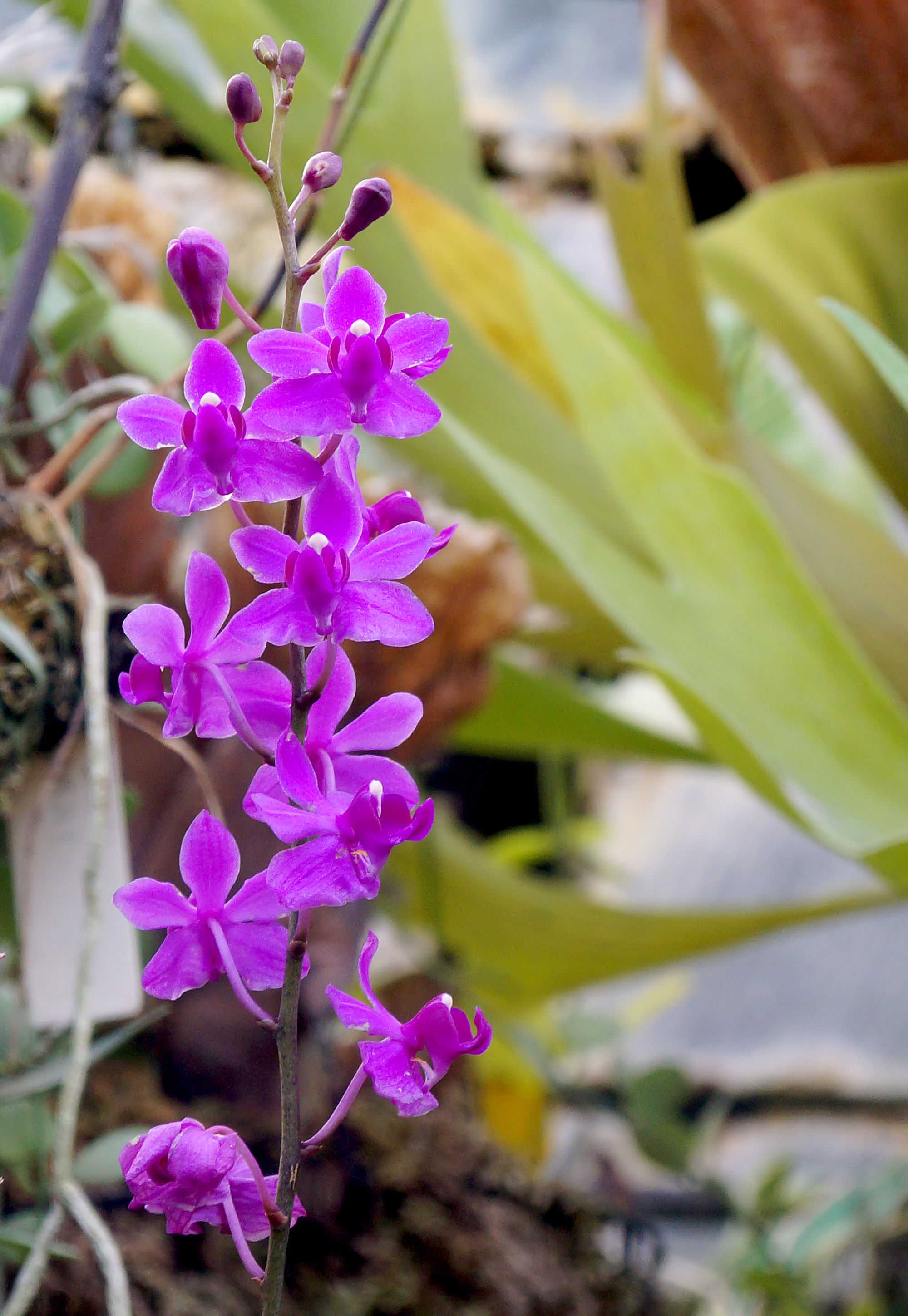
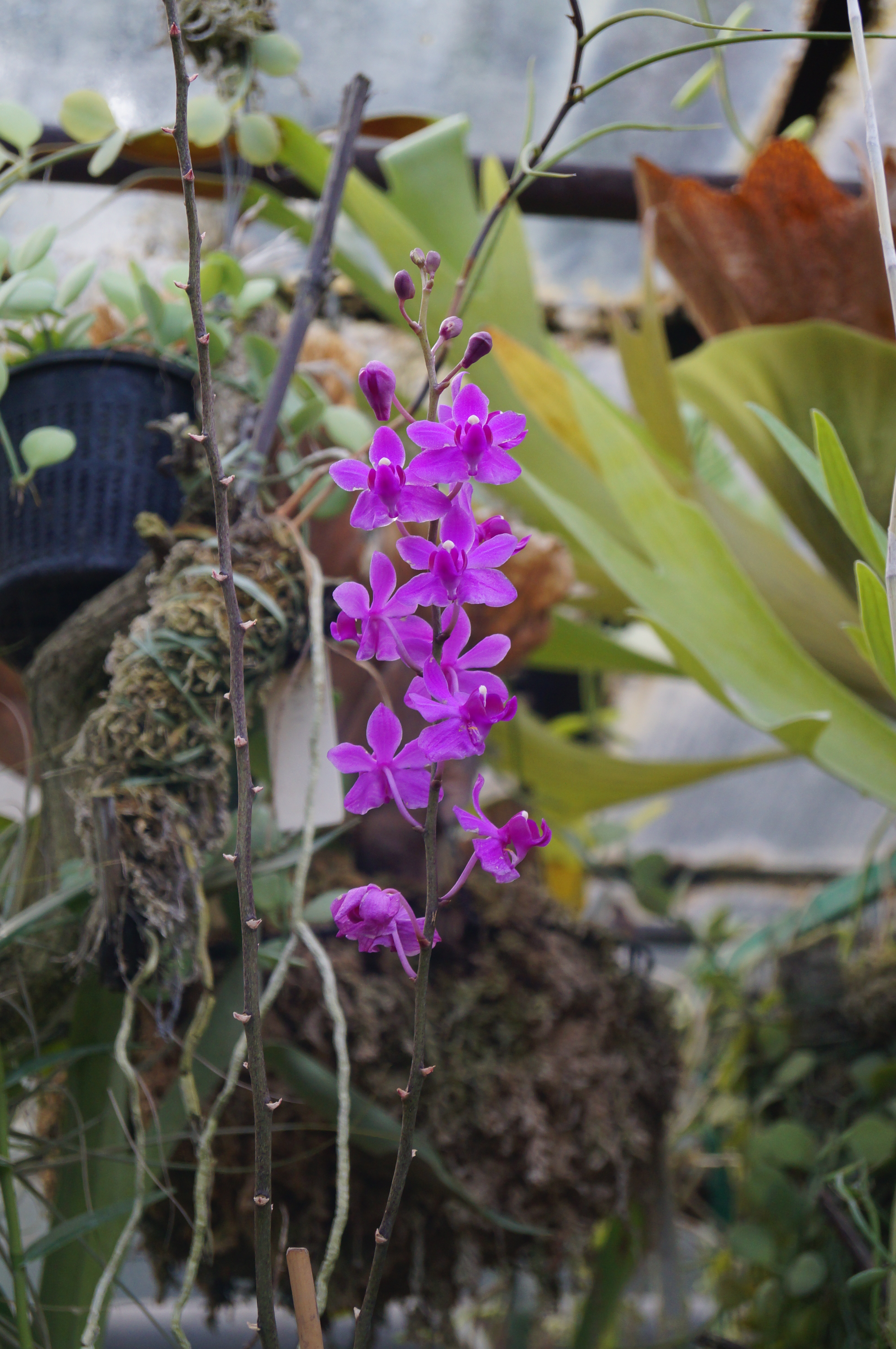
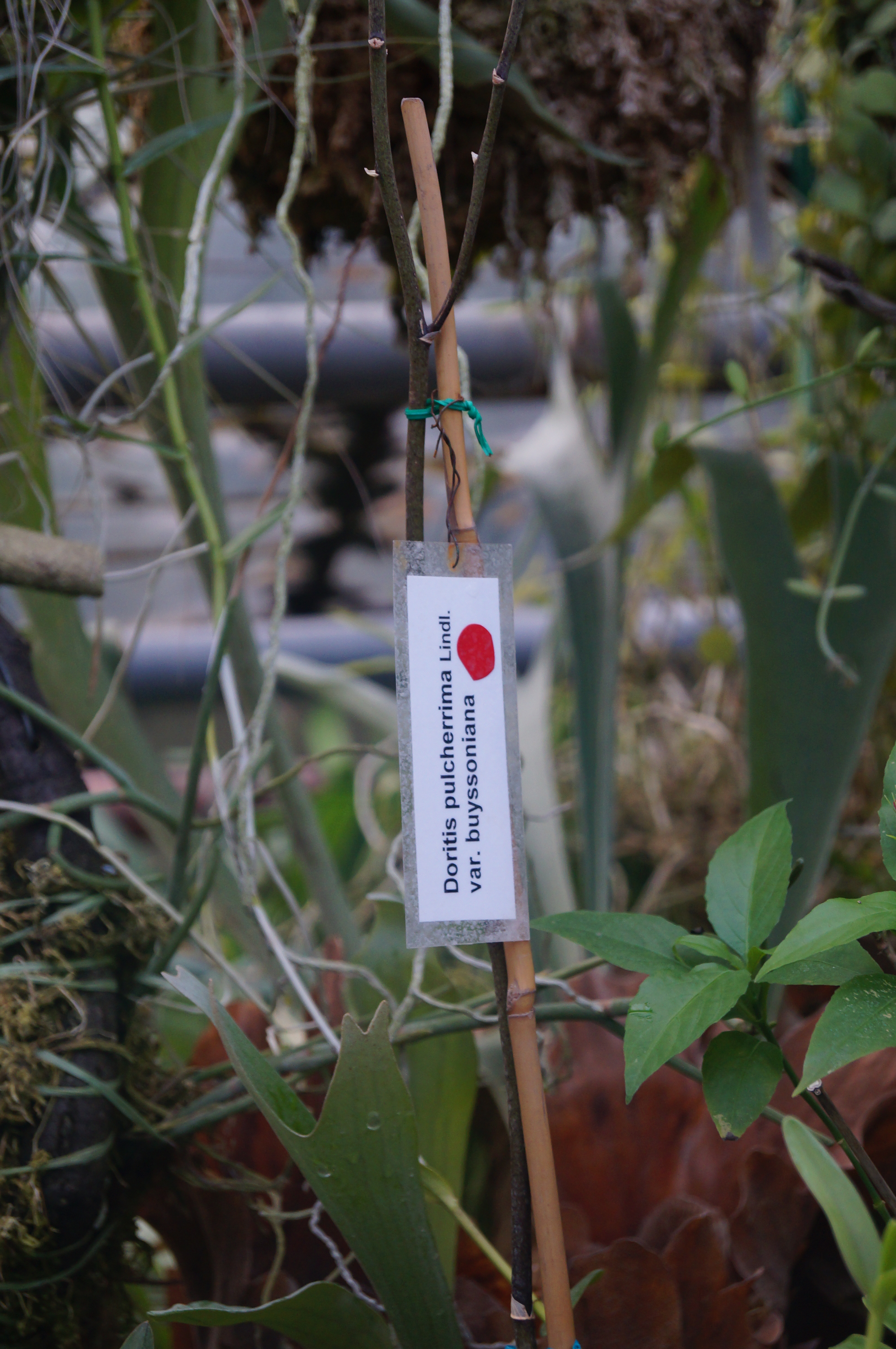
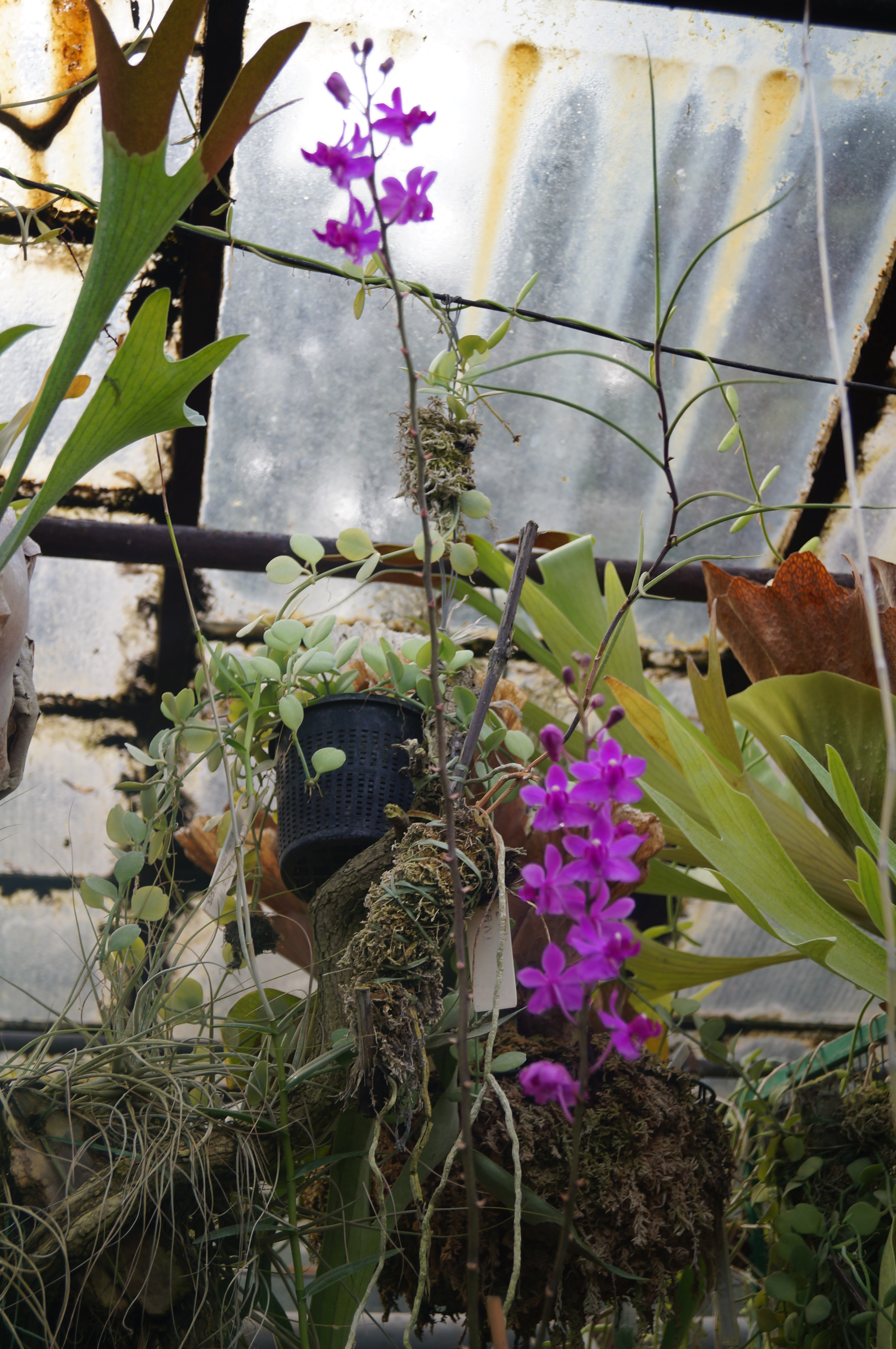